# سوليزوبنزون
سوليزوبنزون (بنزوفينون-4) هي مادة تدخل في تكوين بعض مستحضرات الوقاية من الشمس والتي تحمي البشرة من الضرر الذي تسببه الأشعة فوق البنفسجية متوسطة الموجة والأشعة فوق البنفسجية طويلة الموجة.
يُعرف ملح الصوديوم من السوليزبنزون (صوديوم السوليزوبنزون) باسم بنزوفينون-5.